# Hướng Tây Bắc

La bàn: NW - Tây Bắc. WNW - Tây Tây Bắc. NNW - Bắc Tây Bắc

Hướng Tây Bắc (tiếng Anh: Northwest, chữ Hán: 西北) hay "Hướng 10 giờ rưỡi" là một hướng địa lý phụ (hướng trung gian), được ký hiệu là NW hoặc TB trên la bàn. Hướng này nằm ở chính giữa hướng Tây và hướng Bắc, đối diện với hướng Đông Nam, vuông góc với hướng Đông Bắc và hướng Tây Nam. Hướng Tây Bắc còn để chỉ góc trên bên trái khi trình bày về các bản đồ, sơ đồ. Phương vị: 315°.

## Hướng phụ thứ cấp
- Hướng Tây Tây Bắc (West-northwest) nằm ở chính giữa hướng Tây và hướng Tây Bắc, được ký hiệu là là WNW hoặc TTB trên la bàn. Phương vị: 292.5°.
- Hướng Bắc Tây Bắc (North-northwest) nằm ở chính giữa hướng Bắc và hướng Tây Bắc, được ký hiệu là là NNW hoặc BTB trên la bàn. Phương vị: 337.5°.